# Vry
Vry és un municipi francès situat al departament del Mosel·la i a la regió del Gran Est. L'any 2007 tenia 517 habitants.

## Demografia

### Població
El 2007 la població de fet de Vry era de 517 persones. Hi havia 151 famílies, de les quals 13 eren unipersonals (13 homes vivint sols), 49 parelles sense fills, 85 parelles amb fills i 4 famílies monoparentals amb fills.
La població ha evolucionat segons el següent gràfic:
Habitants censats

### Habitatges
El 2007 hi havia 183 habitatges, 165 eren l'habitatge principal de la família, 1 era una segona residència i 17 estaven desocupats. 179 eren cases i 3 eren apartaments. Dels 165 habitatges principals, 148 estaven ocupats pels seus propietaris, 10 estaven llogats i ocupats pels llogaters i 7 estaven cedits a títol gratuït; 1 tenia una cambra, 2 en tenien dues, 10 en tenien tres, 19 en tenien quatre i 132 en tenien cinc o més. 146 habitatges disposaven pel capbaix d'una plaça de pàrquing. A 45 habitatges hi havia un automòbil i a 110 n'hi havia dos o més.

### Piràmide de població
La piràmide de població per edats i sexe el 2009 era:
| Homes | Edats   | Dones |
| ----- | ------- | ----- |
| 0     | 95 o +  | 0     |
| 0     | 90 a 94 | 0     |
| 0     | 85 a 89 | 4     |
| 0     | 80 a 84 | 0     |
| 4     | 75 a 79 | 4     |
| 8     | 70 a 74 | 12    |
| 0     | 65 a 69 | 0     |
| 4     | 60 a 64 | 0     |
| 12    | 55 a 59 | 8     |
| 20    | 50 a 54 | 4     |
| 20    | 45 a 49 | 20    |
| 20    | 40 a 44 | 32    |
| 12    | 35 a 39 | 16    |
| 24    | 30 a 34 | 12    |
| 4     | 25 a 29 | 12    |
| 20    | 20 a 24 | 4     |
| 28    | 15 a 19 | 20    |
| 28    | 10 a 14 | 32    |
| 8     | 5 a 9   | 12    |
| 4     | 0 a 4   | 16    |

## Economia
El 2007 la població en edat de treballar era de 355 persones, 264 eren actives i 91 eren inactives. De les 264 persones actives 242 estaven ocupades (130 homes i 112 dones) i 21 estaven aturades (13 homes i 8 dones). De les 91 persones inactives 21 estaven jubilades, 41 estaven estudiant i 29 estaven classificades com a «altres inactius».

### Ingressos
El 2009 a Vry hi havia 181 unitats fiscals que integraven 556,5 persones, la mediana anual d'ingressos fiscals per persona era de 19.238 €.

### Activitats econòmiques
Dels 9 establiments que hi havia el 2007, 3 eren d'empreses de construcció, 3 d'empreses de comerç i reparació d'automòbils, 1 d'una empresa immobiliària i 2 d'empreses de serveis.
Dels 2 establiments de servei als particulars que hi havia el 2009, 1 era una fusteria i 1 lampisteria.
L'any 2000 a Vry hi havia 8 explotacions agrícoles.

## Poblacions més properes
El següent diagrama mostra les poblacions més properes.